# Стокхолм (округ)
Округ Стокхолм (швед. Stockholms län) је округ у Шведској, у источном делу државе. Седиште округа је истоимени град Стокхолм, главни град државе.
Округ је основан 1714. године.

## Положај округа
Округ Стокхолм се налази у источном делу Шведске. Њега окружују:
- са севера: Балтичко море (Ботнијски залив),
- са истока: Балтичко море,
- са југа: Округ Седерманланд,
- са запада: Округ Упсала.

## Природне одлике
Рељеф: У округу Стокхолм преовлађују нижа, равничарска и благо заталасана подручја. Цео округ је до 100 метара надморске висине.
Клима: У округу Стокхолм влада Континентална клима.
Воде: Округ Стокхолм је приморски округ у Шведској, јер га Балтичко море, тачније Ботнијски залив, запљускује са севера и истока. Морска обала је веома разуђена, са много острваца и малих залива. У унутрашњости постоји низ ледничких језера, од којих је најважније Меларен, треће по величини у Шведској. Оно делом чини западну границу округа.

## Историја
Подручје данашњег округа покрива део историјске области Упланд (север округа) и део историјске области Седерманланд (југ округа).
Данашњи округ је основан 1714. године. Међутим, све до 1968. године округ је био управно одвојен од града Стокхолма, обухватајући његову околину. 1968. године округ и град су управно спојени, уз незнатне промене граница према споља.

## Становништво
По подацима 2011. године у округу Стокхолм живело је близу 2,1 хиљада становника, па је то далеко најмногољуднији округ у држави. Последњих година број становника расте и то најбрже у држави. Посебно брзо расту предграђа Стокхолма.
Густина насељености у округу је преко 300 становника/км², што је готово преко 13 пута више од државног просека (23 ст./км²). Међутим, док је градско подручје Стокхолма веома густо насељено, дотле су удаљенија источна подручја округа и бројна острва ретко насељена.

## Општине и градови
Округ Стокхолм има 26 општина. Општине су:
| - Боткирка - Ваксхолм - Валентуна - Вермде - Дандерид - Екере - Естерокен - Јерфела - Линдинге | - Нака - Никварн - Нинесхамн - Нортеље - Салем - Седертеље - Сигтуна - Солентуна - Солна | - Стокхолм - Сундбиберг - Теби - Тиресе - Упландс-Бро - Упландс Весби - Ханинге - Худинге |

Градови (тачније „урбана подручја") са више од 20.000 становника: 
- Стокхолм - 1.373.000 ст.
- Седертеље - 65.000 ст.
- Теби - 61.000 ст.
- Тумба - 38.000 ст.
- Упландс Весби - 38.000 ст.
- Лидинге - 32.000 ст.
- Валентуна - 29.000 ст.
- Окерсберга - 28.000 ст.
- Мерста - 24.000 ст.
- Бо - 24.000 ст.
- Нортеље - 17.000 ст.
- Нинесхамн - 13.000 ст.
- Екере - 11.000 ст.

Значајнији градови изван градског подручја Стокхолма су:
- Седертеље - 65.000 ст.
- Нортеље - 17.000 ст.
- Нинесхамн - 13.000 ст.